# 褐毛蓝刺头
褐毛蓝刺头（学名：Echinops dissectus）是菊科蓝刺头属的植物。分布于朝鲜、俄罗斯以及中国大陆的山东、辽宁、河北、内蒙古、黑龙江、吉林等地，生长于海拔1,530米至1,750米的地区，一般生于湿草地、山坡林缘、多石向阳山坡或河畔，目前尚未由人工引种栽培。

## 别名
老虎球（河北）